# Rolf Hornschuch
Rolf Hornschuch (* 1947) ist ein ehemaliger deutscher Volleyballtrainer und -funktionär.

## Werdegang
Hornschuch schloss 1969 ein Studium an der Deutschen Hochschule für Körperkultur mit der Diplomarbeit Die Sprunghöhen der Volleyballspieler. Untersuchungen und Gedanken zu ihren leistungsbestimmenden Faktoren und zu Möglichkeiten ihrer Steigerung ab.
Im Jahr 1987 betreute er als Nationaltrainer die Männer-Volleyballnationalmannschaft der DDR. Auf Vereinsebene war er Trainer des SC Leipzig, führte die Mannschaft 1985 zum Meistertitel in der Deutschen Demokratischen Republik (DDR) sowie 1987 erneut zum Gewinn des DDR-Meistertitels und zusätzlich des Pokalwettbewerbs. 1989 gewann er mit Leipzig wieder den Meistertitel.
2011 trat er beim VfB 91 Suhl das Amt des Geschäftsführers an. 2014 war der parteilose Hornschuch bei der Kommunalwahl Kandidat der Freien Wähler Suhl.